# Karl Caspar
Karl Caspar (* 13. März 1879 in Friedrichshafen; † 21. September 1956 in Brannenburg) war ein deutscher Maler und Hochschullehrer.

## Leben und Wirken
Karl Caspar studierte an der Stuttgarter Kunstakademie und 1900 an der Akademie der Bildenden Künste München. 1904 wurde er Mitglied im Stuttgarter Künstlerbund sowie 1906 Mitglied im Deutschen Künstlerbund. 1907 heiratete er die Malerin Maria Caspar-Filser. Aus der Ehe ging 1917 die Tochter Felizitas hervor. 1913 war er Gründungsmitglied der Künstlergruppe Münchener Neue Secession, der auch die Maler Alexej von Jawlensky, Adolf Erbslöh, Wladimir von Bechtejeff, Paul Klee und Alexander Kanoldt angehörten. 1919 wurde er Vorsitzender dieser Gruppe.
Mit seiner Frau verbrachte er häufig die Sommerferien in Hödingen, sie besuchten dort u. a. Paul Renner, Fritz Spannagel und Maria Gundrum (1868–1941). Von 1922 bis 1937 war er Professor an der Münchener Kunstakademie.
In der Zeit des Nationalsozialismus war Caspar als selbständiger Künstler und Professor der staatlichen Kunstakademie Mitglied der Reichskammer der bildenden Künste. Für diese Zeit ist seine Teilnahme an sieben Ausstellungen sicher belegt. Adolf Hitler besuchte 1937 die Münchener Kunstakademie und wurde von Caspar durch die Ausstellungen geführt. Hitler kritisierte dabei die christlich beeinflussten Bilder Caspars, woraufhin Caspar erwiderte haben soll: „Exzellenz, davon verstehen Sie nichts.“
1937 wurden im Rahmen der deutschlandweiten konzertierten Aktion „Entartete Kunst“ aus der Anhaltischen Gemäldegalerie in Dessau, dem Städtischen Kunst- und Gewerbemuseum in Dortmund, der Staatlichen Gemäldegalerie in Dresden, den Kunstsammlungen der Stadt Düsseldorf, dem Museum Folkwang in Essen, dem Kestner-Museum in Hannover, dem Museum Behnhaus in Lübeck, dem Kaiser-Friedrich-Museum in Magdeburg, der Staatlichen Graphischen Sammlung in München, der Bayerischen Staatsgemäldesammlung in München, dem Museum für Kunst und Kunstgewerbe in Stettin und dem Stadtmuseum in Ulm Druckgrafiken, Zeichnungen und Tafelbilder Caspars beschlagnahmt, die nicht dem nationalsozialistischen Kunstverständnis entsprachen. Die meisten wurden zerstört. In der am 19. Juli 1937 in München eröffneten Ausstellung „Entartete Kunst“ wurden auch Werke von Karl Caspar gezeigt. Er sah sich gezwungen, ein Gesuch um Rücktritt aus dem Lehramt einzureichen; während einer Abwesenheit wurde seiner Frau „sein“ Antrag auf vorzeitige Versetzung in den Ruhestand diktiert, dem zum 24. November 1937 stattgegeben wurde. Nach einem körperlichen Zusammenbruch zog er sich 1939 mit seiner Familie in das bisherige Ferienhaus in Brannenburg zurück. Dort gelang es ihm, einen Atelieranbau auszuführen, in dem er den größten Teil seiner eigenen Bilder und die gesamte Sammlung des Verlegers Reinhard Piper unterbringen konnte. Als seine Wohnung in München 1944 bei einem Bombenangriff zerstört wurde, gingen Briefe, Möbel und weitere Bilder verloren.
Bereits 1946 erfolgte seine Wiederberufung als Professor an die Münchener Kunstakademie. 1948 zählte er zu den Gründungsmitgliedern der Bayerischen Akademie der Schönen Künste. Im selben Jahr nahm er an der Biennale in Venedig teil. 1950 erhielt er das Große Bundesverdienstkreuz der Bundesrepublik Deutschland, 1952 zusammen mit seiner Frau den erstmals vergebenen Oberschwäbischen Kunstpreis. 1955, ein Jahr vor seinem Tod, wurde er Mitglied in der Akademie der Künste Berlin.
Karl Caspar war der Bruder des Kepler-Forschers Max Caspar.

## Schüler
- Carl Amann
- Joseph Loher
- Gretel Loher-Schmeck
- Ali Kurt Baumgarten
- Helmut Collmann
- Richard Eberle
- Peter Paul Etz
- Karl Heidelbach
- Erich Horndasch
- Alois Schölß
- Richard Stumm
- Fred Thieler
- Walter Zimmermann
- Fritz Zolnhofer

## Museen und öffentliche Sammlungen mit Werken Caspars (unvollständig)
Deutschland
- Städtisches Museum Abteiberg in Mönchengladbach
- Zeppelin Museum in Friedrichshafen
- Kunstmuseum Albstadt
- Albmaler – Galerie im Alten Lager in Münsingen

Polen
- Museum Sztuki in Lodz

USA
- Faulconer Gallery in Grinnell (Iowa)
- Los Angeles County Museum of Art (LACMA) in Los Angeles